# Крундал (кар'єр)
Крундал — кар'єр у ПАР, у Західному секторі Бушвельду. Розробляє родовище платиноїдів, локалізоване в рифі Меренського поблизу однойменного хромітового родовища.

## Історія
Розвідка завершена в кінці 1995 р.

## Характеристика
У межах шахтного поля запаси становили 8.9 млн т руди з сер. вмістом МПГ 5.6 г/т, або 50 т МПГ. Для кар'єру глибиною 30-40 м підраховане 4.3 млн т руди. Розробляється з 1999 р австралійською компанією Aquarius Platinum NL.

## Технологія розробки
Пройдена похила шахта, що розкрила руди на горизонтах до 200 м, побудовано два кар'єри і ГЗК. На руднику добувають 950 тис. т руди підземним і 250 тис. т кар'єрним способом. Добувають річно 3.4 т платини, 1.9 т паладію і 0.5 т родію. До 2002 р. рудник збільшив свою продуктивність з 5 до 7.7 т платиноїдів на рік. При цьому 80 % платиноїдів компанія Aquarius Platinum видобуває підземним способом. Загалом рудник забезпечений запасами на 13 років.
Запаси руди для підземної відробки становлять 15.5 млн т із вмістом МПГ 3.53 г/т, або 55 т МПГ, для відкритих робіт — 18.2 млн т руди з вмістом МПГ 3.94 г/т (в тому числі платини — 2.58 г/т, паладію — 1.32 г/т), або 71 т МПГ; всього 126 т платиноїдів. Руда, як і з родовища Крундал, після збагачення переробляється на плавильно-афінажному заводі «Implats Refining Services» поблизу м. Рюстенбурґ.